# Lycaena egyptiaca
Lycaena egyptiaca är en fjärilsart som beskrevs av Bethune-Baker 1894. Lycaena egyptiaca ingår i släktet Lycaena och familjen juvelvingar. Inga underarter finns listade i Catalogue of Life.